# Spectru electromagnetic

Diagrama spectrului electromagnetic

Spectrul electromagnetic reprezintă totalitatea lungimilor de unda sau a frecvențelor  radiațiilor electromagnetice existente în Univers. 
Spectrul electromagnetic se extinde de la radiațiile cu lungime de undă scurtă, cum sunt razele gamma, razele X, apoi lumina ultravioletă, lumina vizibilă și razele infraroșii, apoi până la radiațiile cu lungime de undă mare, cum ar fi undele radio.